# Eulalia polyneura
Eulalia polyneura là một loài thực vật có hoa trong họ Hòa thảo. Loài này được (Pilg.) Stapf mô tả khoa học đầu tiên năm 1917.